# Novembre 1898

## Événements
- Traité de commerce entre l'Italie et la France.

- 1er novembre, France : quatrième gouvernement Dupuy (fin le 18 février).

- 2 novembre [1]: Theodor Herzl rencontre le kaiser Guillaume II à Jérusalem.

- 7 novembre : le capitaine Marchand doit évacuer Fachoda : la France cède aux exigences du Royaume-Uni et reçoit en compensation le Ouadaï et quelques territoires du Soudan tchadien (1899).

- 11 novembre[2] : bataille entre les Britanniques et les forces de Bai Bureh, qui est capturé, en Sierra Leone.

- 15 novembre : Manuel Ferraz de Campos Sales est élu président du Brésil (fin en 1902).

- 18 novembre : Constitution de la municipalité de Saint-Paul-de-l'Île-aux-Noix au Québec

## Naissances
- 5 novembre : Jean Urvoy, peintre, écrivain et graveur français († 21 juillet 1989).
- 11 novembre : René Clair, réalisateur français († 15 mars 1981).
- 18 novembre :
  - Joris Ivens (mort le 28 juin 1989), réalisateur néerlandais
  - Henri Fluchère (mort le 20 juillet 1987), universitaire et homme politique français
  - Andrés Soler (mort le 26 juillet 1969), acteur de cinéma mexicain
  - Hidemaro Konoye (mort le 2 juin 1973), chef d'orchestre et compositeur japonais
  - René Thorp (mort le 4 février 1967), avocat et homme politique français
  - Prabodh Chandra Bagchi (mort le 19 janvier 1956), doyen d'études chinoises en Inde

- 21 novembre : René Magritte, peintre belge († 15 août 1967).
- 23 novembre : Mikhaïl Artamonov, historien et archéologue russe († 31 juillet 1972).
- 29 novembre : Clive Staples Lewis, écrivain et universitaire irlandais († 22 novembre 1963).

## Décès
- 18 novembre :
  - John Ernst Worrell Keely (né le 3 septembre 1837), inventeur américain
  - Jean de Tinan (né le 19 janvier 1874), romancier français

- 19 novembre : Elena Polenova, peintre russe (° 27 novembre 1858).